# Dumbrava Roșie
Dumbrava Rosie település Romániában, Moldvában, Neamț megyében

## Fekvése
Karácsonkőtől délkeletre, a 15-ös út mellett fekvő település.

## Leírása
Dumbrava Rosie községközpont, 3 falu:   Cut, Izvoare és Brășăuți  tartozik hozzá.
A 2002-ben végzett népszámláláskor 7182 lakosából 7129 román, 3 magyar, 1 lengyel, 1 német és 48 cigány volt. Ebből 7111 ortodox, 25 római katolikus, 1 református, 1 görögkatolikus és egyéb lakosa volt.
A falu határában levő természetvédelmi területen ritka ernyős virágú növények élnek.

## Nevezetességek
- Természetvédelmi terület (Rezervația floristică)